# 木曜会 (サトウハチロー)
木曜会（もくようかい）は、詩人のサトウハチローが主宰した詩や童謡の勉強会。

## 概要
第二次世界大戦後の1946年（昭和21年）4月、詩人サトウハチローが藤田圭雄、野上彰、菊田一夫らに呼びかけ、「山小屋」と呼ばれるサトウハチロー宅の書庫に集い、当初は日本文化について論じあっていた会合が、やがて「ウタの教室」という詩の勉強会を主催するようになっていった。会の名称は、当初、会合のひらかれたのが木曜日であったことに由来する。現在に至るまで、詩や童謡における新人養成に大きな役割を果たしてきた。
木曜会では、作品発表の場として『木曜手帖』が設けられ、しばらくはガリ版刷りで刊行されていたが、1957年（昭和32年）5月、多数の童謡愛好家に呼びかけて、活版印刷による月刊同人誌『木曜手帖』が創刊された。当初は童謡専門誌をうたって、吉岡治や片岡政子らが活躍したが、1959年（昭和34年）の2周年記念号発刊以降、木曜会木曜賞を授与するようになり、しだいに童謡誌から脱皮していった。
会は、サトウハチロー死後もつづき、今日にいたっている。